# 维利耶昂布瓦
维利耶昂布瓦（法語：Villiers-en-Bois，法語發音：[vilje ɑ̃ bwa]）是法国德塞夫勒省的一个市镇，属于尼奥尔区。

## 地理
维利耶昂布瓦（46°8'53"N, 0°24'24"W）面积18.53 平方千米，位于法国新阿基坦大区德塞夫勒省，该省份为法国西部内陆省份，北起曼恩-卢瓦尔省，西接旺代省，南至夏朗德省和滨海夏朗德省，东临维埃纳省。
与维利耶昂布瓦接壤的市镇（或旧市镇、城区）包括：博瓦尔叙尼奥尔、希泽、莱福斯、马里尼、勒韦尔、普莱讷达尔让松。

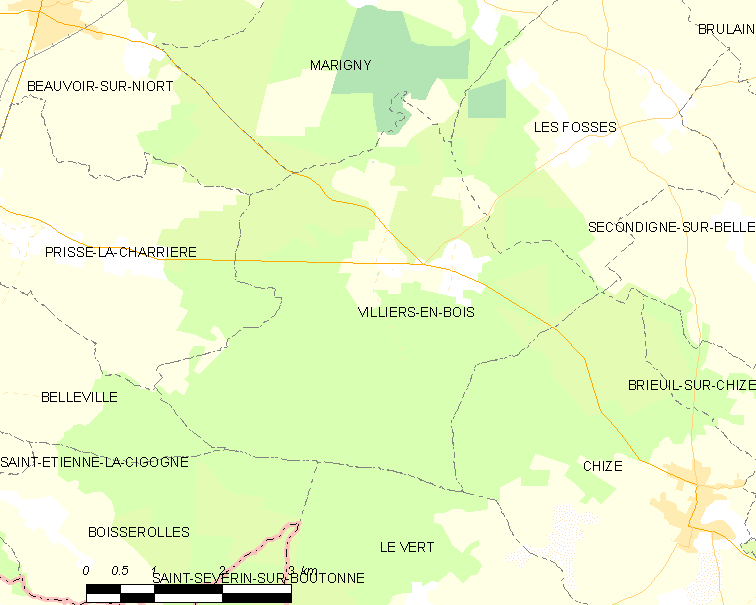
维利耶昂布瓦的OSM定位图

维利耶昂布瓦的时区为UTC+01:00、UTC+02:00（夏令时）。

## 行政
维利耶昂布瓦的邮政编码为79360，INSEE市镇编码为79350。

## 政治
维利耶昂布瓦所属的省级选区为米尼翁-布托讷县。

## 人口

1962-2008年间维利耶昂布瓦人口变化图示

维利耶昂布瓦于2022年1月1日时的人口数量为124人。